# Macedoni de Tràcia
Macedoni I de Constantinoble (en llatí: Macedonius, en grec antic: Μακεδόνιος) va ser patriarca de Constantinoble al segle v. Mentre no va aconseguir el patriarcat s'anomenava Macedoni de Tràcia.
Era un teòleg nascut a Tràcia en una època indeterminada a cavall entre el segle iii i el segle iv.
A la mort del patriarca Eusebi de Nicomèdia el 341 els ortodoxos van restaurar com a patriarca a Pau I de Constantinoble mentre els arrians van elegir a Macedoni, diaca de l'església de Constantinoble, suposadament ja d'una certa edat.
La seva elecció va anar acompanyada de disturbis sagnants entre els partidaris dels dos patriarques; el magister equitum Hermògenes, encarregat per Constanci II d'expulsar a Pau, va intentar dominar la situació que encara es va agreujar i va acabar amb la mort d'Hermògenes. L'emperador Constanci, que llavors era a Antioquia de l'Orontes, va retornar a Constantinoble, i va desterrar a Pau, posant fi al conflicte. Constanci no es va mostrar satisfet amb l'elecció de Macedoni, que no havia autoritzat, i va demorar el seu reconeixement fins a l'any 342.
Només sortir Constanci de la ciutat, Pau I va retornar però els oficials imperials van donar a Macedoni i als seus partidaris la possessió de les esglésies, encara que la resistència popular va provocar centenars de morts.
Macedoni va conservar el poder fins segurament després del 346 quan l'acord de Constanci II amb Constant va obligar a restaurar a Pau I, que més tard va ser confirmat pel congrés de Sàrdica el 347, mentre Macedoni podria seguir oficiant en una de les esglésies (que sembla que era una propietat privada seva). L'any 350 va morir Constant i el 351 Macedoni tornava a estar en possessió del patriarcat i va començar una activa persecució contra els seus opositors, que van ser desterrats o torturats, alguns fins a la mort; algunes d'aquestes persones més tard els van reconèixer com a màrtirs i la seva memòria commemorada per l'església llatina el 25 d'octubre i per la grega el 30 de març.
Aquestes crueltats li van fer perdre el suport entre els seus propis partidaris. Un dia va fer traslladar el cos de Constantí I el Gran de l'església dels Apòstols on havia estat enterrat i que tot i que només tenia 20 anys estava en molt malt estat i amenaçava d'ensorrar-se sobre les restes de Constantí; però no es va transmetre a la gent la causa del trasllat i van esclatar tumults i hi va haver força morts. Constanci II es va mostrar crític amb un trasllat tan inoportú i al concili de Selèucia d'Isàuria el 359 va deixar caure al patriarca: el partit dels acacians o arrians purs, i els semiarrians, es van enfrontar i es van separar; es van presentar càrrecs contra Macedoni i la divisió dels seus no li va permetre enfrontar-los.
Macedoni, per la seva edat, no va ser al concili i no es van arribar a prendre mesures greus, però el 360, al concili de Constantinoble, els acacians el van deposar, que tot i el conflicte que havien ocasionat en admetre a la comunió un diaca convicte d'adulteri, tenien el suport de l'emperador. Va ser desterrat de Constantinoble i es va acostar als semiarrians (Ἡμιαρειανοί), que van acabar agafant el nom de macedonians (Μακεδονιανοί). Va viure als afores de Constantinoble fins a la seva mort, en data desconeguda. Si com diu Facund encara vivia el 381 no podia ser molt vell quan va ser escollit el 341.